# 科曼日地区索沃泰尔
科曼日地区索沃泰尔（法語：Sauveterre-de-Comminges，法語發音：[sovtɛʁ də kɔmɛ̃ʒ]）是法国上加龙省的一个市镇，属于圣戈当区。

## 地理
科曼日地区索沃泰尔（43°2'0"N, 0°40'4"E）面积30.52 平方千米，位于法国奧克西塔尼大區上加龙省，该省份为法国西南部内陆省份，西南端与西班牙接壤，自此顺时针与上比利牛斯省、热尔省、塔恩-加龙省、塔恩省、奥德省和阿列日省接壤。
与科曼日地区索沃泰尔接壤的市镇（或旧市镇、城区）包括：阿尔迪耶日、阿斯普雷-萨拉、巴尔巴藏、锡耶德里维耶尔、加列、热诺、拉巴特里维耶尔、吕斯康、马尔沃济、蒙德加列、佩苏、雷加德。

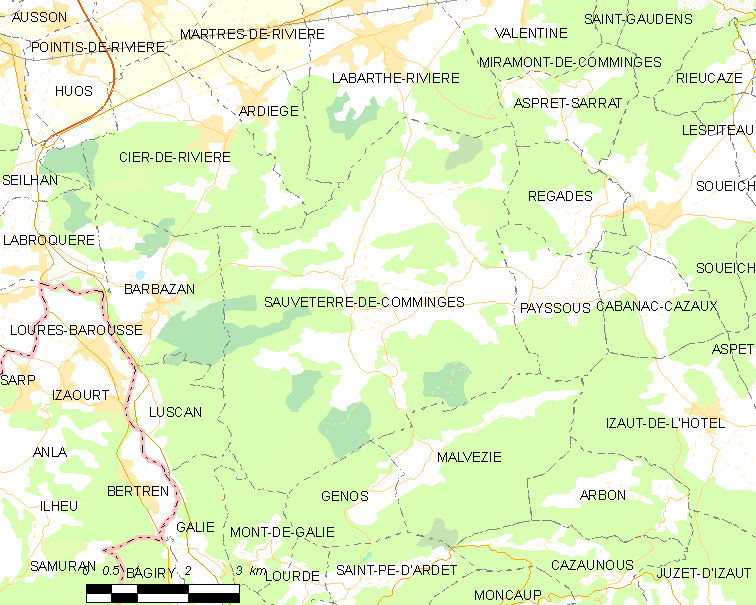
科曼日地区索沃泰尔的OSM定位图

科曼日地区索沃泰尔的时区为UTC+01:00、UTC+02:00（夏令时）。

## 行政
科曼日地区索沃泰尔的邮政编码为31510，INSEE市镇编码为31535。

## 政治
科曼日地区索沃泰尔所属的省级选区为巴涅尔德吕雄县。

## 人口

1962-2008年间科曼日地区索沃泰尔人口变化图示

科曼日地区索沃泰尔于2022年1月1日时的人口数量为704人。